# Ryō Miyake
Ryō Miyake (三宅諒, Miyake Ryō), né le 24 décembre 1990 à Ichikawa, est un escrimeur japonais spécialiste du fleuret.

## Carrière
Il est médaillé d'argent en fleuret par équipes aux Jeux olympiques de Londres en 2012 avec Yūki Ōta, Suguru Awaji et Kenta Chida. Il s'agit de la première médaille olympique par équipe de l'histoire de l'escrime japonaise.